# Leonardo Conti
Leonardo Ambrosius Georgers Giovanni Conti (Lugano, 24 augustus 1900 - Neurenberg, 6 oktober 1945) was een Zwitsers-Duitse medicus en SS-Obergruppenführer (luitenant-generaal) tijdens de Tweede Wereldoorlog. Hij was Reichsgesundheitsführer en voorzitter van de Nationaalsocialistische Duitse Artsenbond. Hij was president van de Fédération Internationale de Médecine du Sport (FIMS).

## Leven

### Familie
Op 24 augustus 1900 werd Leonardo Conti geboren in Lugano. De vader van Leonardo Conti was een Zwitser en postbeambte (andere bronnen vermelden: postdirecteur). In 1903 scheidden zijn ouders. Zijn Duitse moeder Nanna Conti (geboortenaam Pauli), was in de tijd van het nationaalsocialisme Leiterin der Reichsfachschaft Deutscher Hebammen (later: Reichshebammenschaft).
Op 22 augustus 1925 trouwde Conti met Elfriede Freiin von Meerscheidt-Hüllessem (27 juli 1902 (Berlijn)-2002), zij was ook lid van de NSDAP en drager van het Gouden Ereteken van de NSDAP. Het echtpaar kreeg vier kinderen: een zoon (26 juli 1926), drie dochters (7 februari 1928, 26 april 1932 en 21 juli 1935), van wie de jongste stierf in de kindertijd. Conti's dochter Irmgard Powell (1932–2017) verwerkte haar jeugdherinneringen in het boek: Don't Let Them See You Cry - Overcoming a Nazi Childhood uit 2008.
In 1915 verkreeg Conti het Duits staatsburgerschap. Daarna behaalde hij in 1918 in Berlijn aan het Friedrich-Wilhelms-Gymnasium het Notabitur.

### Eerste Wereldoorlog
Daarna trad hij als Kriegsfreiwilliger Kanonier in dienst van het  I./Neumärkisches Feld Art-Rgt Nr. 54 gestationeerd in Küstriner.

## Weimarrepubliek

### School en medicijnstudie
Na de Eerste Wereldoorlog studeerde Conti van 1919 tot 1923 medicijnen aan de Humboldtuniversiteit te Berlijn en de Friedrich-Alexander-Universität Erlangen-Nürnberg. Tijdens zijn studie was hij samen met zijn broer Silvio Conti actief in de Völkische studentenbeweging. Als student probeerde hij alle niet-geïncorporeerde studenten samen te voegen in de Duitse Finkenschaft, waarvan hij medeoprichter was. In 1923 deed hij zijn doctoraalexamen. In 1925 verkreeg Conti zijn approbatie, in hetzelfde jaar promoveerde hij op het Über Weichteilplastik im Gesicht.

### Völkische Bewegung
In 1918 was Conti een van de grondleggers van de antisemitische Kampfbund Deutscher Volksbund. Hij werd lid van de Organisatie Consul. Aanvankelijk werd hij lid van de Berlijnse Ortsgruppe van de Duitse Volksbond, maar hij kwam hierdoor terecht bij de Deutschvölkischen Schutz- und Trutzbund. Van 1921 tot 1923 was lid van de Wiking Bund.

### NSDAP
In 1919 werd Conti lid van de Duitse Nationale Volkspartij (DNVP), en nam in 1920 deel aan de Kapp-putsch. Hij was sinds 1923 lid van de Sturmabteilung (SA), en was daarmee de eerste arts die lid was. Hij werd als SA-Mann geplaatst bij de SA Erlangen. Tussen 1924 en 1926 was hij ook lid van de Deutschvölkische Freiheitspartei (DVFP). In dezelfde periode was hij ook gelijktijdig Ortsgruppenführer van de Nationalsozialistische Freiheitsbewegung en de Deutschvölkische Freiheitspartei in Berlijn, hij werkte in het Ausschuss für Volksaufklärung en in de Alldeutschen Verband.
Na een geneeskundige stage en een functie als vrijwilliger-assistent, werkte hij tussen oktober 1925 en 13 februari 1933 aanvankelijk als basisarts. Ten slotte werkte Conti als huisarts en kinderarts in Berlijn. In 1925 had hij een praktijk in München. In 1927 verhuisde hij van München naar Berlijn. Op 20 december 1927 werd Conti lid van de NSDAP. Vanaf 1928 was hij betrokken bij de opbouw van de organisatie voor de medische diensten van de SA. Samen met Martin Bormann en Gerhard Wagner organiseerde hij de opbouw van de Hilfsorganisation für Verwundete  (vrije vertaling: hulporganisatie voor gewonden) (later het Hilfskasse der NSDAP genoemd). In 1929 was Conti medeoprichter van de Nationalsozialistischer Deutscher Ärztebund (NSDÄB). Vanaf 1931 was hij lid van de raad van bestuur, en oprichter van de NSD-Ärztebund in gouw Berlijn.
Als SA Oberarzt Ost van de Berlijnse SA protocolleerde Conti de medische behandeling van de SA-Führer Horst Wessel die hij van 14 januari tot aan zijn dood op 23 februari 1930 behandelde; deze was door KPD-leden aangevallen. In hetzelfde jaar wisselde hij van de SA naar de SS, en werd benoemd tot leider van de geneeskundige dienst tijdens de Rijkspartijdag in Neurenberg. In 1931 werd Conti lid van de Ärztekammer Berlin. Op 24 april 1932 werd hij parlementslid van de Pruisische Landdag, waar hij werkte tot de opheffing in de herfst van 1933. Op 13 februari 1933 werd Conti door Hermann Göring aangesteld als commissaris voor speciaal gebruik in het Pruisische ministerie van Binnenlandse Zaken. Op 9 april 1933 werd hij uit de SS gezet en werd op 12 mei 1933 weer opgenomen in de Schutzstaffel.

## Nationaalsocialisme

### Ministerie van Binnenlandse Zaken en hoofdarts
Na de overname van de macht, werkte Conti als ereambt in het Rijksministerie van Binnenlandse Zaken. In 1934 werd hij benoemd tot Ober-Befehlsleiter in de NSDAP. In februari 1934 werd Conti Gauamtsleiter Berlijn van het Hauptamtes für Volksgesundheit in de NSDAP. Op 12 april 1934 werd hij door Hermann Göring benoemd tot lid van de Pruisische Staatsraad. Van mei 1933 tot 22 april 1939 was Conti plaatsvervangend afdelingsleider van het ambt Volksgesundheit/Reichsleitung in de NSDAP.
Op 13 juni 1935 werd Conti als SS-Oberführer zur „besonderen Verwendung“  toegevoegd aan de Persönlicher Stab Reichsführer-SS. Een jaar later was hij Stadtmedizinalrat  (vrije vertaling: medisch gemeenteraadslid) in Berlijn (sinds 1 november). In 1936 was hij hoofd van de medische gezondheidsdienst van de Olympische Zomerspelen van de XIe Olympiade. Hetzelfde jaar was Conti docent voor Öffentliches Gesundheitswesen (vrije vertaling: openbare  gezondheidsdienst) aan de universiteit van Berlijn. Op 30 januari 1938 werd hij bevorderd tot SS-Brigadeführer. In 1939 werd Conti als opvolger van Gerhard Wagner benoemd tot Reichsgesundheitsführer  (vrije vertaling: Rijksgezondheidsleider). Op 28 januari 1939 werd hij als opvolger van Arthur Gütt benoemd tot Reichsärzteführer  (vrije vertaling: Rijksartsleider) en staatssecretaris in het Rijksministerie van Binnenlandse Zaken. Conti nam ook het NSDAP-Hauptamt für Volksgesundheit op zich. In deze functie initieerde hij onder meer de oprichting van het Reichsvollkornbrotausschusses. Vanaf augustus 1941 was Conti parlementslid voor de NSDAP in de Rijksdag. Vanaf was Conti bovendien leider van het Hauptamtes für Volksgesundheit  (vrije vertaling: hoofdkantoor voor Volksgezondheid), en leider van de NSD-Ärztebundes. Vanaf augustus 1941 was Conti ook parlementslid in de Rijksdag.

### Deelname aan genadedoding
In januari 1940 behoorde Conti tot de groep mensen, die in het Altes Zuchthaus de doding van personen in een gaskamer en voor vergelijkingsdoeleinden doding door injectie gedemonstreerd kregen. Conti zou zelf de injecties hebben gezet. Deze zogenaamde "Brandenburgse testvergassing" maakte deel uit van de voorbereidingen voor de Aktion T4 in het kader van de genadedoding. Bovendien was Conti betrokken bij tyfusexperimenten in concentratiekamp Buchenwald.
In de SS werd Conti op 20 april 1944 bevorderd tot SS-Obergruppenführer. In augustus 1944 trad hij terug als Reichsgesundheitsführer. Op 17 januari 1945 werd hij benoemd tot honorair professor in München. Op 3 maart 1945 volgde nog een benoeming tot honorair professor aan de Staatsacademie voor de Volksgezondheid in Berlijn.

## Arrestatie en dood
Op 19 mei 1945 werd Leonardo Conti door de geallieerden in Flensburg gearresteerd. Na de onvoorwaardelijke capitulatie van Duitsland, moest hij zich voor de rechtbank verantwoorden, dit vanwege zijn betrokkenheid bij het "euthanasie"-programma. Conti pleegde op 6 oktober 1945 zelfmoord kort voor het begin van het Artsenproces, door zich op te hangen in zijn cel in de strafgevangenis Neurenberg.
Conti liet een afscheidsbrief achter waarin hij verklaarde dat hij uit het leven stapte, omdat hij tijdens een verhoor onder ede had gelogen. Hij probeerde zijn kennis van medische experimenten te verbergen.

## Carrière
Conti bekleedde verschillende rangen in zowel de Allgemeine-SS als NSDAP. De volgende tabel laat zien dat de bevorderingen niet synchroon liepen.
| Datum             | Pruisische leger            | Sturmabteilung | Pruisische Staatsraad | Heer                  | NSDAP               | Allgemeine-SS        | Pruisische Ministerie van Binnenlandse Zaken |
| ----------------- | --------------------------- | -------------- | --------------------- | --------------------- | ------------------- | -------------------- | -------------------------------------------- |
| 1918:             | Kriegsfreiwilliger Kanonier | —              | —                     | —                     | —                   | —                    | —                                            |
| 1923:             | —                           | SA-Mann        | —                     | —                     | —                   | —                    | —                                            |
| 1930:             | —                           | SA-Oberführer  | —                     | —                     | —                   | —                    | —                                            |
| 1 april 1933:     | —                           | —              | Ministerialrat        | —                     | —                   | —                    | —                                            |
| 20 april 1933:    | —                           | —              | —                     | —                     | —                   | —                    | Staatsrat                                    |
| 12 juni 1933:     | —                           | —              | —                     | —                     | —                   | SS-Standartenführer  | —                                            |
| 1934:             | —                           | —              | —                     | —                     | Ober-Befehlsleiter  | —                    | —                                            |
| 20 april 1935:    | —                           | —              | —                     | —                     | —                   | SS-Oberführer        | —                                            |
| 30 januari 1938:  | —                           | —              | —                     | —                     | —                   | SS-Brigadeführer     | —                                            |
| 1 februari 1939:  | —                           | —              | —                     | Unterarzt der Reserve | —                   | —                    | —                                            |
| 1 februari 1939:  | —                           | —              | —                     | Oberarzt der reserve  | —                   | —                    | —                                            |
| 22 april 1939:    | —                           | —              | —                     | —                     | Haupt-Befehlsleiter | —                    | —                                            |
| 28 augustus 1939: | —                           | —              | —                     | —                     | —                   | —                    | Staatssekretär                               |
| 1 oktober 1941:   | —                           | —              | —                     | —                     | —                   | SS-Gruppenführer     | —                                            |
| 20 april 1944:    | —                           | —              | —                     | —                     | —                   | SS-Obergruppenführer | —                                            |

## Lidmaatschapsnummer
- NSDAP-nr.: 72225[18][22] (lid geworden 20 december 1927[2][6])
- SS-nr.: 3982[18][22] (lid geworden 16 november 1930[2], op 9 april 1933 uit de SS gezet[2], en op 12 mei 1933 weer opgenomen in de SS[6])

## Onderscheidingen
Selectie:
- Gouden Ereteken van de NSDAP[2][6][21][22] (nr.72225[23])
- Orde van Sint-Sava, 1e Klasse[2][6] in 1939[1]
- Kruis voor Oorlogsverdienste, 1e Klasse[21][22] (1941[2][6]) en 2e Klasse[2][6][22]
- Orde van het Vrijheidskruis (Finland)[2], 1e Klasse met Zwaarden[6] in 1941[1]
- Grootofficier in de Orde van de Italiaanse Kroon in 1942[2][6][1]
- SS-Ehrenring[18][21][22] op  1 december 1937[2][1]
- Ehrendegen des Reichsführers-SS[21][22] op 1 december 1937[2][1]
- Ehrenwinkel der Alten Kämpfer[24] in 1934[1]

## Film
- (it)  Michele Andreoli: Dr. Leonardo Conti, medico e nazista, 2009; documentaire[25]